# Norman Fucking Rockwell! (album)
Norman Fucking Rockwell! je šesti studijski album američke pjevačice Lane Del Rey, koji 30. kolovoza 2019. objavljuju diskografske kuće Polydor i Interscope Records.

## Pozadina
Del Rey je u rujnu 2019. objavila singlove Mariners Apartment Complex i Venice Bitch te otkrila da će njezin nadolazeći album nositi ime Norman Fucking Rockwell.

## Popis pjesama
| Br. | Skladba                                                                 | Autor | Producent(i)                                   | Trajanje |
| --- | ----------------------------------------------------------------------- | --- | ---------------------------------------------- | -------- |
| 1.  | »Norman Fucking Rockwell«                                               | Lana Del Rey, Jack Antonoff | Antonoff, Del Rey                              | 4:08     |
| 2.  | »Mariners Apartment Complex«                                            | Del Rey, Antonoff | Antonoff, Del Rey                              | 4:06     |
| 3.  | »Venice Bitch«                                                          | Del Rey, Antonoff | Antonoff, Del Rey                              | 9:38     |
| 4.  | »Fuck It I Love You«                                                    | Del Rey, Antonoff | Antonoff, Del Rey                              | 3:38     |
| 5.  | »Doin' Time«                                                            | Bradley Nowell, Rick Rubin, Adam Horovitz, Adam Yauch, Marshall Goodman, Ira Gershwin, DuBose Heyward, Dorothy Heyward, George Gershwin | Andrew Watt, Happy Perez                       | 3:22     |
| 6.  | »Love Song«                                                             | Del Rey, Antonoff | Antonoff, Del Rey                              | 3:49     |
| 7.  | »Cinnmon Girl«                                                          | Del Rey, Antonoff | Antonoff, Del Rey                              | 5:00     |
| 8.  | »How To Disappear«                                                      | Del Rey, Antonoff | Antonoff, Del Rey                              | 3:48     |
| 9.  | »California«                                                            | Del Rey, Zachary Dawes | Dawes, Antonoff, Del Rey                       | 5:05     |
| 10. | »The Next Best American Record«                                         | Del Rey, Rick Nowels | Nowels, Kieron Menzies, Dean Reid, Mighty Mike | 5:49     |
| 11. | »The Greatest«                                                          | Del Rey, Antonoff | Antonoff, Del Rey                              | 5:00     |
| 12. | »Bartender«                                                             | Del Rey, Nowels | Del Rey, Nowels                                | 4:23     |
| 13. | »Happiness Is a Butterfly«                                              | Del Rey, Antonoff, Nowels | Antonoff, Del Rey, Nowels                      | 5:32     |
| 14. | »Hope Is a Dangerous Thing for a Woman Like Me to Have – but I Have It« | Del Rey, Antonoff | Antonoff, Del Rey                              | 5:24     |